# سفارة الدنمارك في النرويج
سفارة الدنمارك في النرويج هي أرفع تمثيل دبلوماسي لدولة الدنمارك لدى النرويج. تقع السفارة في وهي تهدف لتعزيز المصالح الدنماركية في النرويج.

## وصلات خارجية
- الموقع الرسمي
- قائمة سفارات الدنمارك
- قائمة السفارات في النرويج